# Barry Kitson
Barry Kitson est un dessinateur de comics travaillant surtout pour Marvel Comics et DC Comics.

## Biographie

### Les débuts
De 1985 à 1986, il illustre de nombreuses histoires du magazine 2000 AD en débutant par Future Shock (écrit par Grant Morrison) et en finissant par les aventures de la Judge Anderson (en) (écrites par Alan Grant). Après, Il dessine quelques séries pour Marvel UK (Spider-Man, Transformers) puis deux numéros de Wolverine (les no 28 et 29 du (vol.II) d'août 1990).

### Carrière chez DC Comics
Ensuite, Barry Kitson travaille, jusqu'en 2007, pour la maison d'édition DC Comics en commençant par illustrer Catwoman dans Action Comics Weekly (bien qu'ayant déjà réalisé le Batgirl Special 1 en 1988). Puis, il dessine les personnages majeurs de DC que sont Batman (dans diverses séries) et Superman (Adventures of Superman no 505-520).
Il passe deux ans et demi sur Azrael (no 1-30), personnage qui remplace un moment Bruce Wayne en tant que Batman lorsqu'il a la colonne vertébrale brisée, avant de réaliser en 1998-1999, les douze numéros de la mini-série JLA : Year One qui réactualise les origines de la fameuse équipe de super-héros.

### Supergirl and the Legion of Super-Heroes&The Order
En 2004, Barry Kitson et Mark Waid reprennent en main la Légion des Super-Héros (Legion of Super-Heroes) pour en produire sa troisième incarnation, c'est-à-dire revoir et corriger l'ensemble des personnages et le cadre dans lequel évoluent ces derniers ; surtout à la suite des bouleversements provoqués par l'Infinite Crisis. Avec l'arrivée de Supergirl au no 16, la série devient Supergirl and the Legion of Super-Heroes. Le tandem Kitson/Waid prend fin au no 30 (juillet 2007) lorsque le dessinateur part chez Marvel Comics afin de s'occuper, avec Matt Fraction, de l'équipe de super-héros californienne The Order (l'Ordre en français). Il avait déjà occasionnellement dessiné les légionnaires dans quelques séries précédentes (Legion of Super-Heroes annual 8 et L.E.G.I.O.N.).